# Probabilité de direction
 (janvier 2022).
La mise en forme du texte ne suit pas les recommandations de Wikipédia : il faut le « wikifier ».
Les points d'amélioration suivants sont les cas les plus fréquents. Le détail des points à revoir est peut-être précisé sur la page de discussion.
- Les titres sont pré-formatés par le logiciel. Ils ne sont ni en capitales, ni en gras.
- Le texte ne doit pas être écrit en capitales (les noms de famille non plus), ni en gras, ni en italique, ni en « petit »…
- Le gras n'est utilisé que pour surligner le titre de l'article dans l'introduction, une seule fois.
- L'italique est rarement utilisé : mots en langue étrangère, titres d'œuvres, noms de bateaux, etc.
- Les citations ne sont pas en italique mais en corps de texte normal. Elles sont entourées par des guillemets français : « et ».
- Les listes à puces sont à éviter, des paragraphes rédigés étant largement préférés. Les tableaux sont à réserver à la présentation de données structurées (résultats, etc.).
- Les appels de note de bas de page (petits chiffres en exposant, introduits par l'outil «  Source ») sont à placer entre la fin de phrase et le point final[comme ça].
- Les liens internes (vers d'autres articles de Wikipédia) sont à choisir avec parcimonie. Créez des liens vers des articles approfondissant le sujet. Les termes génériques sans rapport avec le sujet sont à éviter, ainsi que les répétitions de liens vers un même terme.
- Les liens externes sont à placer uniquement dans une section « Liens externes », à la fin de l'article. Ces liens sont à choisir avec parcimonie suivant les règles définies. Si un lien sert de source à l'article, son insertion dans le texte est à faire par les notes de bas de page.
- La présentation des références doit suivre les conventions bibliographiques. Il est recommandé d'utiliser les modèles {{Ouvrage}}, {{Chapitre}}, {{Article}}, {{Lien web}} et/ou {{Bibliographie}}. Le mode d'édition visuel peut mettre en forme automatiquement les références.
- Insérer une infobox (cadre d'informations à droite) n'est pas obligatoire pour parachever la mise en page.

Pour une aide détaillée, merci de consulter Aide:Wikification.
Si vous pensez que ces points ont été résolus, vous pouvez retirer ce bandeau et améliorer la mise en forme d'un autre article.
 (juin 2023).
En statistiques bayésiennes, la probabilité de direction (pd) est un indice d'existence d'un effet correspondant à la certitude avec laquelle un effet est positif ou négatif. Cet indice est numériquement similaire à la p-valeur fréquentiste,.

## Définition
Cet indice est mathématiquement défini comme la proportion de la distribution postérieure qui est du même signe que la médiane. Il varie généralement entre 50 et 100 %.

## Histoire
La formulation originale de cet indice et son utilisation en statistiques bayésiennes se trouvent dans la documentation du logiciel psycho sous l'appellation Maximum Probability of Effect (MPE),. Des formulations similaires ont également été décrites dans le contexte de l'interprétation des paramètres bootstrap.[réf. nécessaire]

## Propriétés
La probabilité de direction est en général indépendante du modèle statistique, car elle se base uniquement sur la distribution postérieure, et ne nécessite aucune information supplémentaire provenant des données ou du modèle. Contrairement aux indices liés à la Region of Practical Interest (ROPE), elle n'est pas sensible à l'échelle des variables dépendantes et indépendantes. Cependant, à l'instar de son homologue fréquentiste - la valeur-p, cet indice n'est pas en mesure de quantifier l'évidence en faveur de l'hypothèse nulle,. Les avantages et les limites de la probabilité de direction ont été étudiés en la comparant à d'autres indices dont le Bayes Factor ou le test d'équivalence Bayesésien,,,.

## Relation avec la valeur-p
La probabilité de direction a une correspondance directe avec la valeur-p unilatérale à travers la formule {\displaystyle p_{unilaterale}=1-pd} et à la valeur-p bilatérale via la formule {\displaystyle p_{bilaterale}=2*(1-pd)}. Ainsi, une valeur-p bilatérale de respectivement .1, .05, .01 et .001 correspondrait approximativement à une pd de 95%, 97,5%, 99,5% et 99,95%. La proximité entre la pd et la valeur-p est cohérente avec l'interprétation de cette première comme un indice d'existence d'effet, suivant ainsi la définition originale de la valeur-p,.

## Interprétation
Le package bayestestR pour le logiciel R suggère les règles d'interprétation suivantes :
| pd                        | p-value equivalence    | Interpretation      |
| ------------------------- | ---------------------- | ------------------- |
| {\displaystyle \leq 95\%} | {\displaystyle p>.1}   | Uncertain           |
| {\displaystyle >95\%}     | {\displaystyle p<.1}   | Existence possible  |
| {\displaystyle >97\%}     | {\displaystyle p<.06}  | Existence plausible |
| {\displaystyle >99\%}     | {\displaystyle p<.02}  | Existence probable  |
| {\displaystyle >99.9\%}   | {\displaystyle p<.002} | Existence certaine  |